# محطة توليد الأخوات السبع

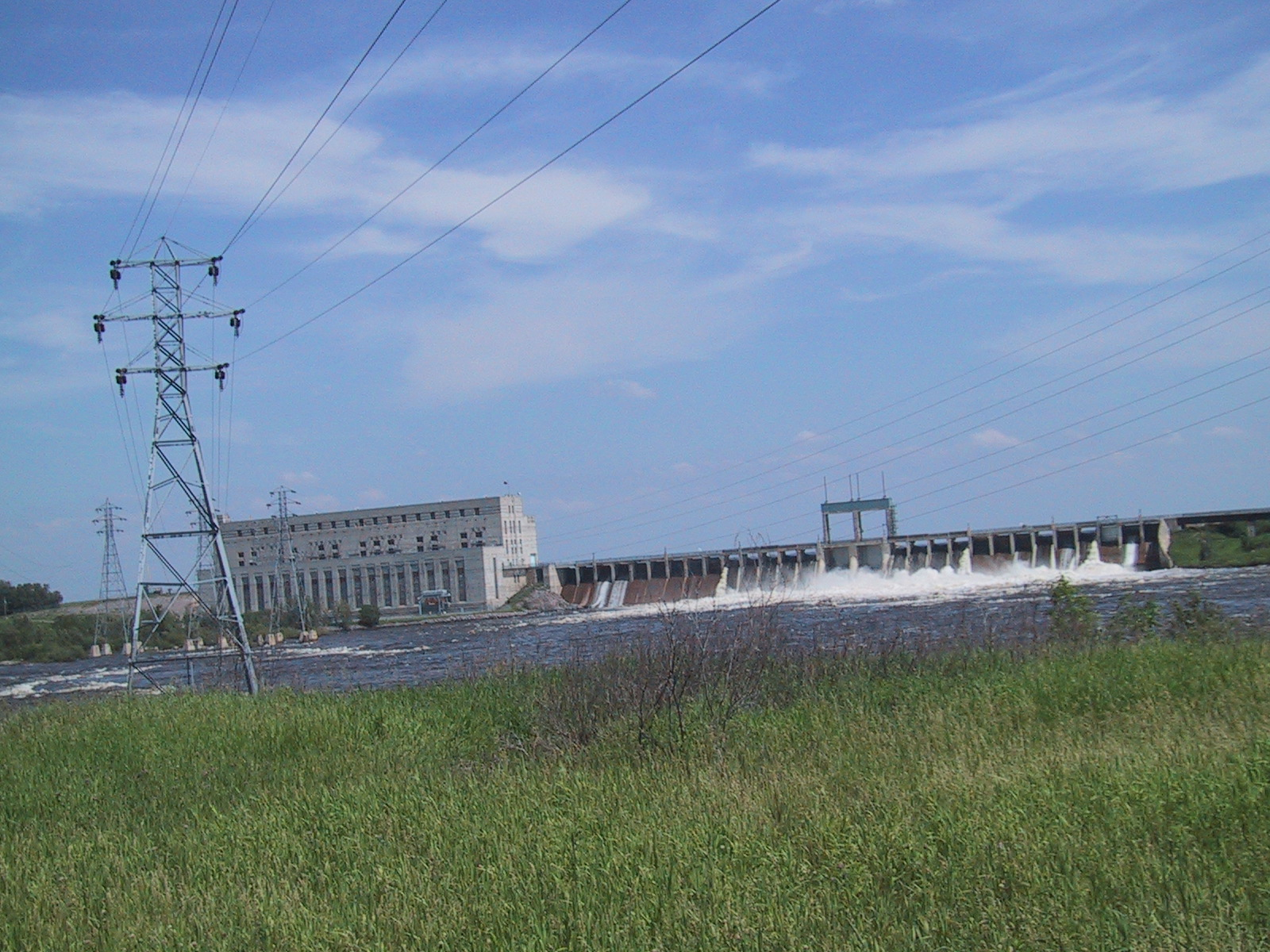
محطة توليد الأخوات السبع من الجهة السفلية

محطة توليد الأخوات السبع هي محطة لتوليد االطاقة الكهرومائية تقع في شرق مانيتوبا بالقرب من شلالات الأخوات السبع.

## نبذة
بدأ إنشاء المحطة في عام 1929 مع توليد الطاقة لأول مرة في عام 1931 حيث أنتجت 75 ميغاواط من ثلاث وحدات مولد التوربينات العمودية.
بدأت المرحلة الثانية من البناء في عام 1948 عندما تم تثبيت الوحدات الثلاث الأخيرة حيث تم تركيب الوحدات الأخيرة في عام 1952 وتبلغ السعة الحالية لمحطة التوليد 165 ميجاوات وفي السنة النموذجية يمكن أن تنتج المحطة 990 مليون كيلو وات.
يبلغ إجمالي تصريف المياه من المحطة 1,146 متر مكعب في الثانية وتحتوي المحطة على ممر طوله 225 متر.
عند الإنشاء لأول مرة كان موظفو التشغيل يعيشون في موقع المدينة ولكن تم تشغيل المصنع تلقائيا في السبعينيات وتم وضعه تحت التحكم عن بعد مما يتطلب وجود موظفين في الموقع ولكن بعدد قليل.